# Ahshislepelta minor
Ahshislepelta minor ("escudo de Ah-shi-sle-pah pequeño") es la única especie conocida del género extinto Ahshislepelta de dinosaurio anquilosauriano anquilosáurido herbívoro a fines del período Cretácico, hace aproximadamente 75 millones de años durante el Campaniense en lo que es hoy Norteamérica. Ahshislepelta es un anquilosaurio bastante pequeño. El húmero es de treinta centímetros de largo que indica un largo de cuatro metros y un peso de una tonelada. El cinturón escapular mide cincuenta centímetros de largo. Los descriptores fueron capaces de establecer una característica derivada únicas, una protuberancia en el omóplato, el proceso acromial forma un voladizo que es la cuarta parte de la anchura de la escápula.
La escápula y el coracoides están firmemente fundidos en un escapulocoracoides, una señal de que no es un animal joven. La escápula es bastante amplia. El húmero es fuerte. Tiene un peine deltopectoral bien desarrollado que sobresale quince centímetros, con un ángulo de 23 ° desde el eje. El radio del que se recuperaron los dos tercios superiores se conoce una longitud de unos diecisiete centímetros.
Hay un gran número de placas de hueso se conoce, de la zona de la escápula izquierda. Los más grandes son circulares o con una quilla curvada y una parte inferior hueco en forma de media luna, de modo que el espesor no es grande, los más pequeños tienen una quilla más alta y son más de forma oval. El osteodermo más grande encontrado tiene un tamaño de doce a quince centímetros y una quilla que es diez centímetros de altura. Los elementos más pequeños y sección transversal de un centímetro. Los anquilosaurios tienen una estructura superficial característica de su osteodermos. Los de Ahshislepelta, sin embargo, son de forma similar a los de Euoplocephalus, la superficie rugosa se forma por medio de pozos espaciados uniformemente, surcada por una red de ranuras muy separados que se colocan delante de las venas y nervios, en el que las aberturas para ello taza de pie sobre la superficie del hueso. Dado que la muestra es mucho más pequeña que Euoplocephalusse concluyó que es un taxón separado.
Ahshislepelta es conocido a partir del holotipo SMP VP-1930, un esqueleto postcraneal asociado e incompleto de un individuo adulto que consiste en una cintura escapular, un miembro delantero izquierdo parcial, vértebras y osteodermos. Fue descubierto en 2005 y recolectado entre 2005 y 2009 en el Miembro Hunter Wash de la formación Kirtland en la localidad de Ah-shi-sle-pah Wash, descubierto en los depósitos de la Cuenca San Juan, en Nuevo México, Estados Unidos.  Ahshislepelta fue nombrado por Michael E. Burns y Robert M. Sullivan en el año de 2011 y la especie tipo es Ahshislepelta minor. El nombre científico viene de la localidad de Ah-shi-sle-pah Wash en donde sus fósiles se hallaron, y pelta, término griego para "escudo". El nombre de la especie se deriva del latín minor, "pequeño" en referencia a su tamaño adulto que es menor comparado al de otros anquilosáuridos de Norteamérica. La longitud del húmero es de 31 centímetros. Ahshislepelta fue asignado a la familia Ankylosauridae, y más precisamente a la subfamilia Ankylosaurinae.